# Halophila stipulacea
Halophila stipulacea là một loài thực vật có hoa trong họ Hydrocharitaceae. Loài này được (Forssk.) Asch. mô tả khoa học đầu tiên năm 1867.